# Petar Zanev
Petar Dimitrov Zanev, né le 18 octobre 1985 à Blagoevgrad, est un footballeur international bulgare évoluant au poste d'arrière gauche.

## Carrière

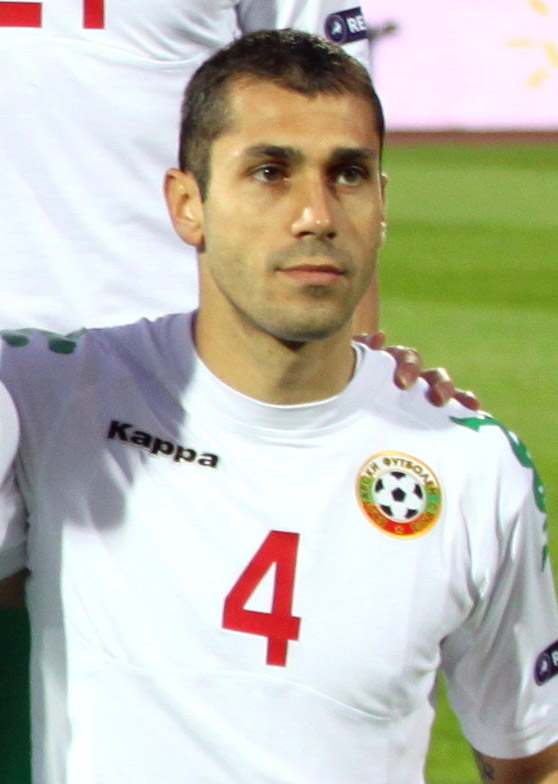
Petar Zanev en 2011.

Zanev évolue de 2003 à 2005 au Pirin Blagoevgrad, puis rejoint le Litex Lovetch. En 2007, il est prêté deux fois à des clubs espagnols, le Celta Vigo et le Racing Ferrol. Il retourne à Lovetch en 2008 et remporte un Championnat de Bulgarie et une Coupe de Bulgarie.

## Palmarès
Litex Lovetch
- Champion de Bulgarie en 2010 et 2011.
- Vainqueur de la Coupe de Bulgarie en 2009.
- Vainqueur de la Supercoupe de Bulgarie en 2010.

 CSKA Sofia
- Vainqueur de la Coupe de Bulgarie en 2021.